# Mauro Corradino
Mauro Martin Corradino (* 6. Juli 1970 in Schwerte) ist ein deutscher Moderator italienischer Herkunft. Bekannt wurde er durch seine Auftritte in der auf RTL II ausgestrahlten Sendung Der Trödeltrupp.

## Karriere
Corradino wurde als Sohn sizilianischer Eltern in Schwerte geboren. Er wurde nach seinem Großvater benannt. Corradino machte eine Ausbildung als Kinderpfleger sowie zum IT-Systemkaufmann. Wegen Geldmangels verkaufte er am Wochenende Waren auf Flohmärkten. Danach handelte er mit Radios. 1993 zog Corradino nach Köln. Dort betreibt er ein Geschäft, in welchem er mit antiken Möbeln und Porzellan sowie herkömmlichem Trödel handelt. Daneben werden die Gegenstände auch restauriert. 2004 übernahm er den Antiquitätenladen und die Werkstatt seines Onkels.
2005 war er auf Kabel eins in der Sendung Jäger der vergessenen Schätze – Bin ich reich? zu sehen. Dort war Corradino gleichermaßen Moderator und Experte. Seit 2009 ist er in der Doku-Soap Der Trödeltrupp – Das Geld liegt im Keller zu sehen. Mit Trödeltrupp-Kollege Sükrü Pehlivan arbeitete Corradino bereits bei Kabel eins zusammen.

## Filmografie
- 2005: Jäger der vergessenen Schätze – Bin ich reich?
- seit 2009: Der Trödeltrupp
- 2009: Der Promi-Trödeltrupp (Fernsehserie, drei Episoden)
- 2020: Kitsch oder Kasse (36 Episoden)
- 2022: Kampf der Realitystars – Schiffbruch am Traumstrand